# Forsthaus (Leinburg)
Forsthaus ([ˈfɔʁstˌhaʊ̯s] ) ist ein Wohnplatz der Gemeinde Leinburg im Landkreis Nürnberger Land, Mittelfranken. Die Ortschaft ist zwar amtlich nicht benannt, wird aber von der Gemeinde als deren Gemeindeteil ausgewiesen.

## Geografie
Die Einöde ist etwa zwei Kilometer westsüdwestlich von Leinburg gelegen und befindet sich auf einer Höhe von 356 m ü. NHN. Forsthaus bildet eine Exklave der Gemeinde Leinburg und liegt im westlichen Bereich des Gemeindefreien Gebietes Leinburg. Das nächstgelegene Gebiet der Gemeinde (das Areal um die Fuchsmühle) ist dabei nur etwa 200 Meter von der Ortschaft entfernt, dazwischen befindet sich ein von der N-ERGIE betriebenes Wasserwerk (Wasserwerk am Forsthaus, Forsthaus 2).

## Geschichte
Durch die zu Beginn des 19. Jahrhunderts im Königreich Bayern durchgeführten Verwaltungsreformen wurde die Ruralgemeinde Leinburg gegründet, zu der auch noch die Einöde Fuchsmühle, sowie die die heutigen Wüstungen Obermühle und Rösmühle gehörten. Die Einöde Forsthaus existierte zu diesem Zeitpunkt allerdings noch nicht, sondern wurde erst nach ihrer Errichtung der Gemeinde Leinburg zugeordnet. Im Jahr 1993 zählte Forsthaus vier Einwohner.

## Verkehr
Die Ortschaft befindet sich etwa 200 Meter südlich der Gemeindeverbindungsstraße, die den Nürnberger Gemeindeteil Brunn mit Leinburg verbindet und ist an diese durch einen Anliegerweg angebunden.